# Comité Olímpico Nacional de Lesoto
El Comité Olímpico Nacional de Lesoto (código COI: LES) es el Comité Olímpico Nacional que representa a Lesoto. Fue creado en 1971 y reconocido oficialmente por el Comité Olímpico Internacional en 1972.

## Presidentes del Comité
- 2009–al presente – Matlohang Moiloa-Ramoqopo[2]